# Sarkocystóza ptáků
Sarkocystóza (syn. sarkosporidióza) je protozoární onemocnění savců, ptáků a plazů způsobované heteroxenními (vícehostitelskými) kokcidiemi rodu Sarcocystis z čeledě Sarcocystidae (svalovkovití). Infekce min. 6 druhy sarkosporidií byla prokázána u 58 druhů ptáků z 11 řádů, včetně kura domácího a kachen (nikoliv ale u krůt).
Oocysty jsou izosporového typu – obsahují 2 sporocysty se 4 sporozoity. Nejznámějším druhem je Sarcocystis horvathi (syn. S. gallinarum), jehož podlouhlé obalené cysty (sarkocysty), dosahující velikosti 0,5-1,0 µm a obsahující banánovité cystozoity (2,5-3 x 9-12 µm), se mohou ojediněle najít ve svalovině hlavy, hřbetu a kloubů kura domácího. U divokých kachen byla popsána kokcidie S. riley (syn. S. anatina). O průběhu sarkocystózy udrůbeže je poměrně málo informací. Protože parazit přítomný ve svalovině ptáků je usmrcován vařením i chlazením, není sarkocystóza u drůbeže považována za zdravotně ani ekonomicky významnou. Inkubační doba je asi dlouhá, protože se většinou zjišťuje u starších ptáků (např. u kachen ve věku 85-154 dnů). Klinické příznaky jsou minimální, někdy je pozorována svalová slabost. Při pitvě i mikroskopickém vyšetření se nachází ložisková granulomatózní myozitida (svalové onemocnění se známkami zánětu) a sarkocysty. Definitivní hostitel kokcidie S. horvathi ještě není znám, pravděpodobně to je pes anebo kočka.
U holubů, pěvců a papoušků parazituje S. falcatula; onemocnění, pozorované zejména v Sev. Americe, může probíhat akutně (netečnost, tělesná slabost, anorexie, dyspnoe, průjem, žlutě pigmentované uráty, ataxie, parézy končetin, naklánění hlavy), případně i s náhlými úhyny. U S. falcatula je definitivním hostitelem vačice opossum, jako transportní hostitel slouží šváb a mouchy. Pitevní nález je charakterizován hemoragiemi, edémem plic, zvětšením sleziny a jater.
U dravců (káně lesní) byly popsány také heteroxenní kokcidie z rodu Frenkelia (F. microti, F. glareoli), jejichž vývoj je podobný rodu Sarcocystis. Definitivním hostitelem jsou draví ptáci, mezihostitelem hlodavci (hraboš polní, norník rudý).

## Vývojový cyklus
Vývojový cyklus ptačích sarkosporidií je pravděpodobně stejný jako u savců. V trávicím traktu mezihostitele dojde k uvolnění sporozoitů ze sporocyst a jejich rozšíření v těle krevní cestou. Schizogonie probíhá opakovaně v endotelu krevních cév a namnožené merozoit jsou krví rozneseny do svaloviny (kosterní i srdeční), kde vznikají sarkocysty obsahující četné banánovité cystozoity (bradyzoity). Jsou-li sarkocysty pozřeny definitivním hostitelem, dochází v jejich střevním traktu ke gametogonii a následné sporogonii s vyloučením oocyst trusem do prostředí.

## Diagnostika
Diagnóza sarkocystózy je založena na pitevním nálezu a histologickém vyšetření. Původce lze prokázat v nativním otiskovém preparátu ze svaloviny. Onemocnění by mohlo být zaměněno za hypovitaminózu E, lokální bakteriální myozitidy a toxoplasmózu.

## Terapie a prevence
Terapie není známa. Vzhledem k nedostatku informací vychází prevence z obecných postupů používaných pro zamezení zavlečení a šíření nákazy v intenzivních chovech, včetně zabránění kontaktu drůbeže se psy a kočkami.